# Lưu Kim Cương
Lưu Kim Cương (1933-1968), nguyên là một sĩ quan cao cấp thuộc binh chủng Không Quân của Quân lực Việt Nam Cộng hòa. Ông xuất thân từ trường Võ bị Không quân ở Pháp. Tháng 5 năm 1968, khi đang là Đại tá Tư lệnh Không đoàn 33 Chiến thuật kiêm Chỉ huy trưởng Yếu khu Quân sự Tân Sơn Nhứt, ông bị tử trận trong trận Mậu Thân đợt 2, được truy thăng cấp bậc Chuẩn tướng.

## Tiểu sử & Binh nghiệp
Ông sinh ngày 24 tháng 1 năm 1933, trong một gia đình thương nhân khá giả tại Hà Nội. Năm 1951 ông tốt nghiệp Trung học chương trình Pháp tại Hà Nội với văn bằng Tú tài bán phần (Part I).

### Quân đội Quốc Gia Việt Nam
Đầu tháng 3 năm 1952, ông tình nguyện nhập ngũ vào Quân đội Quốc Gia, dự thi và trúng tuyển vào Quân chủng Không quân, mang số quân: 53/600.149. Ông được cử đi du học tại trường Võ Bị Không quân Pháp (Salon de Provence) và Algérie. Cuối năm 1953 mãn khóa tốt nghiệp với cấp bậc Thiếu úy. Đầu năm 1954, về nước ông được chọn làm Huấn luyện viên trong Liên Phi đoàn 1 Vận tải.

### Quân lực Việt Nam Cộng Hòa
Cuối năm 1955, sau khi Quân đội Quốc Gia được cải danh thành Quân lực Việt Nam Cộng Hòa, ông được chuyển sang phục vụ cơ cấu mới này và được thăng cấp Trung úy tại nhiệm. Đến năm 1961, ông được thăng cấp Đại úy và được chỉ định vào chức vụ Chỉ huy phó Liên Phi đoàn 1 Vận tải.
Đầu năm 1964, sau cuộc Chỉnh lý nội bộ các tướng lãnh trong Hội đồng Quân nhân Cách mạng vào cuối tháng Giêng của tướng Nguyễn Khánh để nắm quyền lãnh đạo. Ngày 5 tháng 2, ông được thăng cấp Thiếu tá và chuyển sang làm Trưởng phòng Hành quân của Biệt đoàn 83 (Thần phong) thuộc Không đoàn 33 chiến thuật. Tháng 4 cùng năm, nhận lệnh bàn giao chức Trưởng phòng lại cho Đại úy Nguyễn Ngọc Khoa. Ngay sau đó ông được bổ nhiệm làm Tư lệnh Không đoàn 74 chiến thuật tân lập tại Cần Thơ. Tháng 12 cùng năm, bàn giao Không đoàn 74 lại cho Đại úy Huỳnh Bá Tính (nguyên là Tư lệnh phó của Không đoàn).
Đầu năm 1965, ông được chỉ định vào chức vụ Chỉ huy trưởng Phi đoàn 1 Vận tải. Tháng 11 năm 1966, ông được thăng cấp Trung tá và được bổ nhiệm vào chức vụ Tư lệnh Không đoàn 33 chiến thuật thay thế Trung tá Hà Xuân Vịnh
kiêm Chỉ huy trưởng Yếu khu Tân Sơn Nhất.
Rạng sáng ngày 31 tháng 1 năm 1968, ông bị thương ở chân do trúng đạn trong cuộc Tổng tiến công đợt 1 của quân Giải phóng vào Sài Gòn nhân dịp tết Mậu Thân. Đến đầu tháng 2 cùng năm, ông được đặc cách thăng cấp Đại tá tại nhiệm.

## Tử trận
Ngày 6 tháng 5 năm 1968, khi đang trực tiếp chỉ huy đơn vị phòng thủ Yếu khu Tân Sơn Nhứt trong trận Mậu thân đợt 2 tại Ngã tư Bảy Hiền. Vào lúc 9 giờ 30 sáng, ông bị trúng một quả đạn B40 và tử trận ngay tại trận địa. Hưởng dương 35 tuổi. Người bắn hạ ông là xạ thủ B40 Đặng Văn Tuyết của trung đoàn Đồng Xoài (trung đoàn 2 - Công Trường 9).
Ngày 8 tháng 5, ông được truy thăng cấp bậc Chuẩn tướng và truy tặng đệ tứ đẳng Bảo quốc Huân chương kèm theo Anh dũng Bội tinh với nhành dương liễu. Tang lễ của ông được tổ chức theo lễ nghi quân cách của một tướng lĩnh. Ngay sau khi Đại tá Lưu Kim Cương tử trận, Trung tá Phùng Văn Chiêu đang là Tư lệnh phó Không đoàn 33 được cử thay thế chức vụ Tư lệnh kiêm Chỉ huy trưởng Yếu khu Tân Sơn Nhứt.
Nhạc sĩ Trịnh Công Sơn đã sáng tác nhạc phẩm "Cho một người vừa nằm xuống" để tưởng niệm cố Chuẩn tướng Lưu Kim Cương.

## Gia đình
- Thân phụ: Cụ Lưu Văn Bích
- Thân mẫu: Cụ Đỗ Thị Năng.
- Phu nhân: Bà Bảo Kim